# Mariano Cañardo
Mariano Cañardo Lacasta (Olite, 5 de fevereiro de 1906-Barcelona, 20 de junho de 1987) foi um ciclista espanhol, profissional entre 1926 e 1943, período durante o qual conseguiu mais de 100 vitórias.
Filho do terceiro casamento de Mariano Cañardo, um tenente da Guarda Civil retirado em Larrés poucos meses após o seu nascimento, estudou as suas primeiras letras nos salesianos de Huesca.
Órfão desde 1919, com pouco mais de 13 anos, foi acolhido pela sua irmã, que vivia em Barcelona. A sua corrida predileta foi a Volta à Catalunha, região na que se estabeleceu durante a sua trajetória profissional, a qual ganhou em sete ocasiões, o qual constitui um recorde ainda sem superar. Ademais, foi segundo em outras duas edições e terceiro também outros dois anos. Ganhou um total de 19 etapas na competição catalã.
Foi o principal rival de Gustaaf Deloor na primeira edição da Volta a Espanha, disputada em 1935, terminando segundo e conseguindo um triunfo de etapa. Na Volta de 1936 o duelo entre ambas figuras terminou quase antes de começar, já que na primeira etapa Cañardo teve uma grave queda que lhe causou múltiplas feridas. Não obstante, conseguiu acabar a corrida na décima posição. O estalar da Guerra civil espanhola supôs que a terceira Volta não se corresse até 1941.
Cañardo teve também presença em competições do estrangeiro. Participou nas outras duas Grandes Voltas: Giro e Tour. No Giro d'Italia, no qual foi um dos primeiros participantes espanhóis, não teve sorte e abandonou em duas ocasiões que participou. No Tour de France teve melhor sorte, terminando em quatro das cinco edições nas que competiu. O melhor resultado na classificação geral conseguiu-o em 1936, ao terminar 6.º. Conseguiu também um triunfo de etapa na edição de 1937, na 14.ª etapa, terminada em Ax-les-Thermes, fazendo gala dos seus dotes de escalador.
Também foi duas vezes 7.º no Campeonato Mundial de Ciclismo em Estrada, nos anos 1930 e 1933.

## Palmarés
| - 1928 - Volta à Catalunha , mais 3 etapas - 1929 - Volta à Catalunha , mais 1 etapa - Campeonato de Barcelona - 1930 - Volta ao País Basco, mais 1 etapa - Volta à Catalunha , mais 4 etapas - Volta a Levante - Campeonato da Espanha em estrada - Circuito de Guecho - 1931 - Campeonato da Espanha em estrada - 2 etapas na Volta à Catalunha - 1932 - Volta à Catalunha - 2.º no Campeonato da Espanha em estrada - Troféu Masferrer - 1.º no VII Circuito do Jalón - 1933 - Campeonato da Espanha em estrada - Troféu Masferrer - 1934 - 2.º no Campeonato da Espanha em estrada - 1 etapa da Volta à Catalunha | - 1935 - Volta à Catalunha , mais 3 etapas - 2.º no Campeonato da Espanha em estrada - 2.º na Volta a Espanha, mais 1 etapa - 1936 - Volta à Catalunha , mais 4 etapas - Campeonato da Espanha em estrada - 2 etapas da Volta a Espanha - 1 etapa do GP da República - 1937 - 1 etapa do Tour de France - Volta a Marrocos - 1938 - Volta a Marrocos - 1939 - Volta à Catalunha , mais 4 etapas - 2.º no Campeonato da Espanha em estrada - Circuito do Norte, mais 4 etapas - 1940 - 3.º no Campeonato da Espanha em estrada - Clássica dos Portos - 1941 - 1 etapa da Volta à Catalunha |

## Resultados em Grandes Voltas e Campeonato do Mundo
Durante a sua carreira desportiva tem conseguido os seguintes postos nas Grandes Voltas e nos Campeonatos do Mundo em estrada:
| Corrida            | Corrida            | 1926 | 1927 | 1928 | 1929 | 1930 | 1931 | 1932 | 1933 | 1934 | 1935 | 1936 | 1937 | 1938 | 1939 | 1940 | 1941 | 1942 | 1943 |
| ------------------ | ------------------ | ---- | ---- | ---- | ---- | ---- | ---- | ---- | ---- | ---- | ---- | ---- | ---- | ---- | ---- | ---- | ---- | ---- | ---- |
|                    | Giro d'Italia      | —    | —    | —    | —    | —    | Ab.  | —    | Ab.  | —    | —    | —    | —    | —    | —    | —    | X    | X    | X    |
|                    | Tour de France     | —    | —    | —    | —    | —    | —    | —    | —    | 9.º  | —    | 6.º  | 30.º | 16.º | —    | X    | X    | X    | X    |
|                    | Volta a Espanha    | X    | X    | X    | X    | X    | X    | X    | X    | X    | 2.º  | 10.º | X    | X    | X    | X    | —    | —    | X    |
| Mundial em Estrada | Mundial em Estrada | X    | —    | —    | —    | 7.º  | —    | —    | 7.º  | —    | —    | —    | —    | —    | X    | X    | X    | X    | X    |

—: Não participa

Ab.:Abandono
X: Edições não celebradas